# أذربيجان الغربية (مفهوم سياسي)

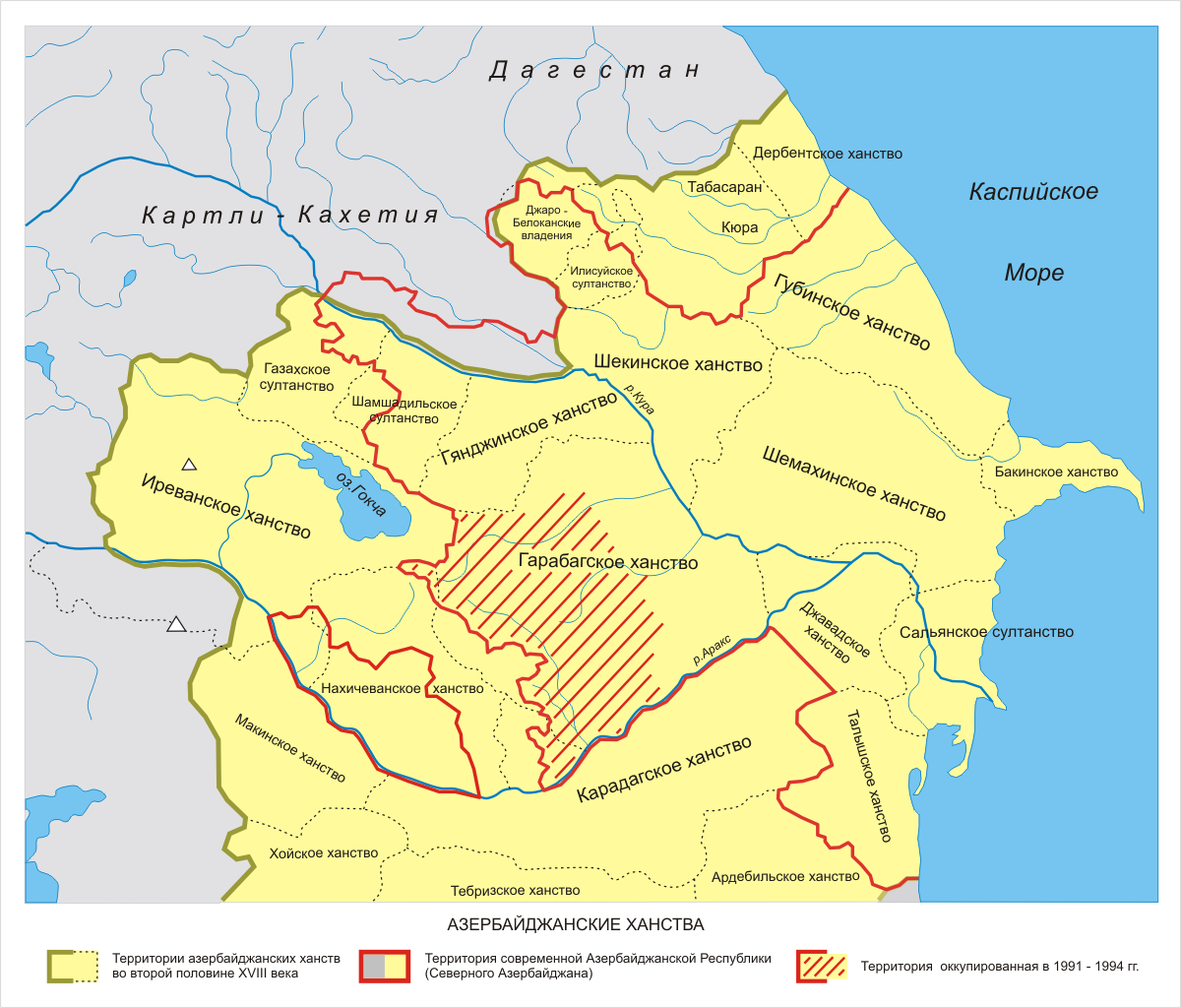
خانيات القوقاز في القرن الثامن عشر

أذربيجان الغربية (بالأذرية: Qərbi Azərbaycan) هو مفهوم سياسي وحدوي غالباً ما يستخدم في جمهورية أذربيجان للإشارة إلى أراضي جمهورية أرمينيا. تزعم التصريحات الأذربيجانية بأن أراضي الجمهورية الأرمنية الحديثة كانت في إحدى المرات تابعة للأذربيجانيين. تتوقف هذه المطالب أساساً على الادعاء بأن أراضي أرمينيا الحالية وقعت تحت سيادة مختلف القبائل والإمبراطوريات والخانيات التركية من فترة أواخر العصور الوسطى حتى معاهدة تركمانجاي الموقعة بعد الحرب الروسية الفارسية (1826–28). حظي المفهوم بموافقة رسمية من حكومة أذربيجان، وقد استخدم من قبل رئيسها الحالي، إلهام علييف، الذي أعلن مراراً أن أراضي أرمينيا جزء من «أرض تركية وأذربيجانية قديمة».